# Estación Corinthians-Itaquera
La Estación Corinthians-Itaquera es una estación que forma parte del sistema de trenes metropolitanos de la CPTM y del Metro de São Paulo. La estación Corinthians-Itaquera tiene ese nombre por estar ubicada en el barrio Itaquera, en São Paulo, y también por tener enfrente un terreno perteneciente al Sport Club Corinthians Paulista, donde se está construyendo su nuevo estadio. Existe también un antiguo proyecto para la construcción de un estadio en este mismo terreno. Existe además conexión con el Poupatempo de Itaquera, que es una oficina de servicios integrados al ciudadano, y con un Shopping en las inmediaciones.

## Integraciones
Las estaciones Corinthians-Itaquera de la Línea 3-Roja del Metro de São Paulo y de la Línea 11 de la CPTM poseen transferencia tarifada entre sí. 
Existe también la posibilidad de transbordad con el sistema de ómnibus de la capital paulista, de SPTrans, a través de la Terminal de Ómnibus anexada a la estación, utilizándose el Bilhete Único.

## CPTM
La estación Corinthians-Itaquera es una Estación ferroviaria que atiende a la Línea 11 - Coral de la CPTM (en su tramo denominado "Expresso Leste").
La actual área de la estación de CPTM (que corresponde a una plataforma central) tambiémn fue construida por el Metro de São Paulo, permaneciendo casi 12 años inutilizada y siendo inaugurada el 27 de mayo del 2000 para ser utilizada por el Expresso Leste.

## Líneas de SPTrans
Líneas de la SPTrans que salen de la Estación Corinthians-Itaquera del Metro:
| Línea | Prefijo | Letrero Ida                        | Letrero Vuelta        |
| ----- | ------- | ---------------------------------- | --------------------- |
| 2703  | 10      | Metro Itaquera                     | Jd. Etelvina          |
| 2703  | 21      | Metro Itaquera                     | Jd. Etelvina          |
| 2703  | 22      | Metro Itaquera                     | Jd. Gianetti          |
| 2704  | 10      | Metro Itaquera                     | Jd. Robru             |
| 2705  | 10      | Metro Itaquera                     | Jd. Fanganielo        |
| 2707  | 10      | Metro Itaquera                     | Chabilândia           |
| 2707  | 31      | Metro Itaquera                     | Chabilândia           |
| 2708  | 10      | Metro Itaquera                     | Jd. Lajeado           |
| 2712  | 10      | Shopping Metro Itaquera (Circular) | Jd. São Nicolau       |
| 2721  | 10      | Metro Itaquera                     | Jd. Nazaré            |
| 2723  | 10      | Metro Itaquera                     | União de Vila Nova    |
| 2731  | 10      | Metro Itaquera                     | Vila Progresso        |
| 2733  | 10      | Metro Itaquera                     | Parque Guarani        |
| 2734  | 10      | Metro Itaquera                     | Jd. Campos            |
| 273F  | 10      | Metro Itaquera                     | Vila Mara             |
| 273R  | 42      | Metro Itaquera                     | Jd. Robru             |
| 2766  | 10      | Metro Itaquera                     | Jd. Camargo Velho     |
| 2766  | 21      | Metro Itaquera                     | Jd. Camargo Velho     |
| 2766  | 41      | Metro Itaquera                     | Jd. Indaia            |
| 2780  | 10      | Metro Itaquera                     | Jd. Camargo Novo      |
| 3031  | 10      | Metro Itaquera                     | Jd. Alto Paulistano   |
| 3306  | 10      | Metro Itaquera (Circular)          | Itaquera              |
| 3306  | 41      | Metro Itaquera                     | Vila Carmosina        |
| 3707  | 10      | Metro Itaquera                     | Jd. São Franscisco    |
| 3712  | 10      | Metro Itaquera                     | Jd. São João          |
| 3712  | 41      | Metro Itaquera                     | Jd. São Pedro         |
| 3721  | 41      | Metro Itaquera                     | Shopping Aricanduva   |
| 3732  | 10      | Metro Itaquera                     | Cohab José Bonifácio  |
| 3732  | 33      | Metro Itaquera                     | Cohab José Bonifácio  |
| 3732  | 41      | Metro Itaquera                     | Cohab José Bonifácio  |
| 3732  | 42      | Metro Itaquera                     | Cohab José Bonifácio  |
| 3738  | 10      | Metro Itaquera                     | Juscelino             |
| 3739  | 10      | Metro Itaquera                     | Recanto Verde do Sol  |
| 373L  | 10      | Metro Itaquera                     | Jd. Limoeiro          |
| 373P  | 10      | Metro Itaquera                     | Jd. São Paulo         |
| 3741  | 10      | Metro Itaquera                     | Estación Dom Bosco    |
| 3742  | 10      | Metro Itaquera                     | Vila Gil              |
| 3742  | 51      | Metro Itaquera                     | Jd. Iguatemi          |
| 3743  | 10      | Metro Itaquera                     | São Mateus            |
| 374V  | 10      | Metro Itaquera                     | Vila Verde            |
| 3751  | 10      | Metro Itaquera                     | Prestes Maia          |
| 3751  | 21      | Metro Itaquera                     | Prestes Maia          |
| 3754  | 10      | Metro Itaquera                     | Inácio Monteiro       |
| 3754  | 31      | Metro Itaquera                     | Jardim Redil          |
| 3756  | 10      | Metro Itaquera                     | Barro Branco          |
| 3766  | 10      | Metro Itaquera                     | Cohab II              |
| 3768  | 10      | Metro Itaquera                     | Vila Yolanda          |
| 3785  | 10      | Metro Itaquera                     | Cohab Barro Branco    |
| 3786  | 10      | Metro Itaquera                     | Terminal Metalúrgicos |
| 3786  | 31      | Metro Itaquera                     | Cidade Tiradentes     |
| 3787  | 10      | Metro Itaquera                     | Cidade Tiradentes     |
| 3789  | 10      | Metro Itaquera                     | Cidade Tiradentes     |
| 3795  | 10      | Metro Itaquera                     | Jd. São Carlos        |
| 3795  | 21      | Metro Itaquera                     | Fazenda do Carmo      |
| 3796  | 10      | Metro Itaquera                     | Gleba do Pêssego      |

### Tabla
| Sigla | Estación             | Inauguración              | Integración                                     | Plataformas | Posición | Comentarios |
| ----- | -------------------- | ------------------------- | ----------------------------------------------- | ----------- | -------- | --- |
| ITQ   | Corinthians-Itaquera | 27 de mayo de 2000 (CPTM) | Línea 3-Roja de Metro, Bilhete Único de SPTrans | Laterales   | Elevada  | Construida por el Metro de São Paulo, con recursos del Gobierno Federal y del Gobierno Estadual de São Paulo, en 1988, y reformada/ampliada en 2000. |

## Metro de São Paulo
Estación terminal de la Línea 3-Roja del Metro de São Paulo, en sentido este. Fue inaugurada el 1 de octubre de 1988. Esta estación también posee conexión con el Patio de Maniobras de la Línea 3-Roja, el "Patio Itaquera", o "PIT".

### Tabla
| Sigla | Estación             | Inauguración                              | Capacidad                  | Integración                                        | Plataformas         | Posición | Comentarios                                   |
| ----- | -------------------- | ----------------------------------------- | -------------------------- | -------------------------------------------------- | ------------------- | -------- | --------------------------------------------- |
| ITQ   | Corinthians-Itaquera | 1 de octubre de 1988 (Metro de São Paulo) | 60 mil pasajeros hora/pico | Línea 11 - Coral de CPTM, Bilhete Único de SPTrans | Laterales y central | Elevada  | Estación con estructura de concreto aparente. |